# أندي شامبرز
أندي شامبرز (بالإنجليزية: Andy Chambers)‏ هو مصمم ألعاب فيديو ‏ بريطاني، ولد في 20 أكتوبر 1966.